# Zrajky
Zrajky (ukr. Зрайки) – wieś na Ukrainie, w obwodzie kijowskim, w rejonie białocerkiewskim. W 2009 roku mieszkało tu 520 osób.

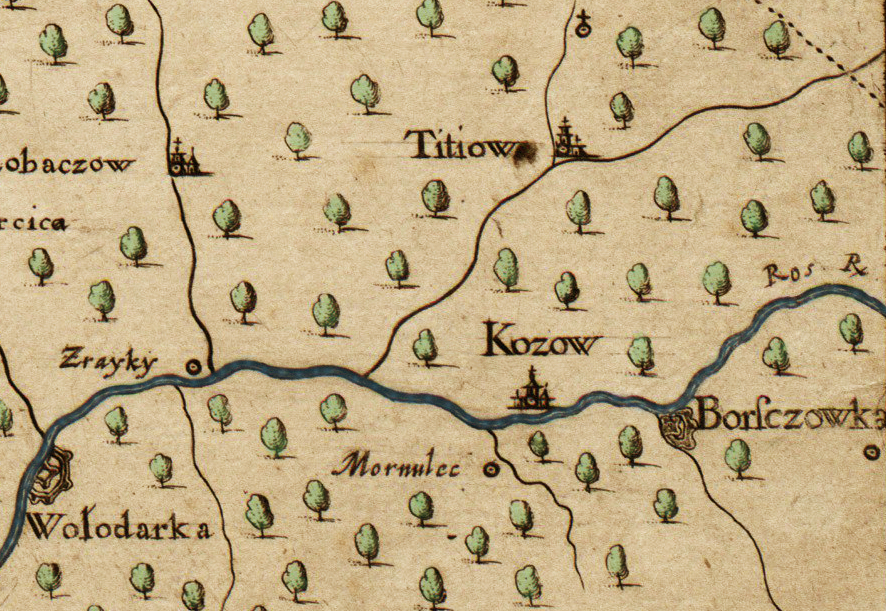
Fragment mapy Beauplana z 1650 roku, na której pierwszy raz pojawia się miejscowość Zrajky

## Historia
Wieś została założona przed 1650 roku, gdyż pierwsza wzmianka o niej pojawia się dopiero na mapie Beauplana. W 1757 roku wybudowano tu drewnianą cerkiew św. Mikołaja. W 1800 roku Tomasz Rawita-Ostrowski sprzedał Zrajky razem z kilkoma innymi wioskami Ludwikowi Poraj Madeyskiemu.